# Коренишки дол
Коренишки дол е виадукт, пътен мост в Западна България, Софийска област, община Ботевград.
По него автомагистрала „Хемус“ преминава над долината на река Бебреш. Намира се на около 1000 м надморска височина в Стара планина. Конструкцията му включва предварително напрегнати прости греди с дължина по 60 метра. Те са разположени над 8 равни отвора при обща дължина на моста 480 метра. Изборът на относително малки отвори на гредите, направен с цел да се използва наличната технология за тяхното производство, приложена и при съседния мост Бебреш.